# Makateafruktduva
Makateafruktduva (Ptilinopus chalcurus) är en fågel i familjen duvor inom ordningen duvfåglar.

## Utseende
Makateafruktduvan är en liten (20 cm), övervägande grönaktig duva med få utmärkande teckningar. På hjässan är den mörkt purpurfärgad och på strupen och bröstet ljus gröngrå. På nedre delen av bröstet är fjädrarna kluvna, vars skuggor skapar en strimmig effekt. Resten av undersidan är gul, mot bakre delen orangegul. Även vingarna är kantade i gult.

## Utbredning och status
Fågeln är endemisk för ön Makatea, i ögruppen Tuamotuöarnas västra del, i Stilla havet. Den behandlas som monotypisk, det vill säga att den inte delas in i några underarter.

## Status
Makateafruktduvan har ett mycket begränsat utbredningsområde och en liten världspopulation som uppskattningsvis består av 300–1500 vuxna individer. Beståndet anses dock vara stabilt. Internationella naturvårdsunionen IUCN kategoriserar arten som sårbar.